# Egofonia
Egofonia é um tipo de broncofonia (ressonância vocal aumentada) de som anasalado e metálico, comparado ao balido de uma cabra. Pode ser observado na ausculta pulmonar de pacientes com consolidação pulmonar e na parte superior da região de derrame pleural.

## Etimologia
Egofonia vem do grego para "cabra," (αἴξ aix, aig-) pela similaridade ao balido do som.